# Bartodzieje Małe
Bartodzieje Małe (niem. Klein-Bartelssee) – część miasta Bydgoszcz.
Miejscowość położona jest na południowym brzegu rzeki Brdy, dawniej była wsią.

## Historia
Na początku XX wieku składała się z miejscowości Bartodzieje i leśnictwa Smuga. Zamieszkiwało ją 1900 mieszkańców.
Na północnym brzegu Brdy znajdowała się ówcześnie wieś Bartodzieje Wielkie.
Obie zostały przyłączone do Bydgoszczy w 1920 r.
Obecnie jej tereny stanowią północną część osiedla Kapuściska w Bydgoszczy.